# Mattfeldia triplinervis
Mattfeldia es un género monotípico de plantas herbáceas perteneciente a la familia de las asteráceas. Su única especie: Mattfeldia triplinervis, es originaria de Haití.

## Taxonomía
Mattfeldia triplinervis fue descrita por Ignatz Urban  y publicado en Arkiv för Botanik utgivet av K. Svenska Vetenskapsakademien 23A(11): 90. 1931.